# Алексєєв Валерій Миколайович
Алексє́єв Вале́рій Микола́йович (*11 березня 1932, село Бутово (Москва) — †6 липня 1994, місто Іжевськ) — російський журналіст, редактор.
Закінчив факультет журналістики МДУ в 1955 році. Працював в газеті «Удмуртська правда» в 1955—1986 роках літературним співробітником відділу промисловості і транспорту, завідувачем відділу інформації та пропаганди, заступник редактора, з 1973 року — редактором газети. Голова правління Спілки журналістів Удмуртської АРСР (1976—1986). Вибирався в депутати Верховної ради Удмуртської АРСР.
Працював в різноманітних жанрах журналістики. Його статті, нариси, кореспонденції з питань економіки, науки, культури відрізнялись актуальністю, глибокою постановкою проблем, високою літературною якістю.
Нагороджений орденом «Знак пошани».